# HC Berounští Medvědi
Der HC Berounští Medvědi ist ein Eishockeyklub aus Beroun in Tschechien. Seine Heimspiele trägt der Verein seit 1971 im Zimní stadion Beroun aus, das 1985 überdacht wurde und 2272 Zuschauern Platz bietet.

## Geschichte

Logo des Vereins (1996–2012)

1933 wurde in Beroun der Verein Český Lev Beroun (Tschechischer Löwen Beroun) gegründet. Neben den Löwen existierte in Beroun ein weiterer Eishockeyklub, Sokol Beroun. 1953 fusionierten die beiden Vereine zum TJ Lokomotiva Beroun. Die erste Mannschaft dieses Vereins spielte bis in die 1970er Jahre hinein nur auf lokaler und regionaler Ebene. 1977 gelang der Aufstieg in die 2. Liga der Tschechoslowakei. Erst 1993 stieg man in die 1. Liga auf, wo der Verein seither spielt.
Den größten Erfolg der Vereinsgeschichte erreichte die Mannschaft in der Spielzeit 2003/04, als diese zunächst die Vorrunde als Erster abschloss und erst im Playoff-Finale am HC Dukla Jihlava scheiterte.
2014 stieg der Verein als Vorletzter der Hauptrunde in die dritte Spielklasse ab, erhielt aber letztlich – aufgrund einer hohen Schuldenlast – keine Lizenz für diese Liga und nahm anschließend nicht am Spielbetrieb teil. Seit 2020 stellt der Klub erneut eine Männer-Mannschaft in der regionalen Prager Meisterschaft.

## Trainer
- 1998/1999: Pavel Hynek
- bis 2009: Otakar Vejvoda senior
- seit 2009: Richard Žemlička, Jiří Doležal senior

## Bekannte Spieler
- Martin Altrichter
- Radko Gudas
- Tomáš Pöpperle
- Pavel Kolařík